# Frank Morley
Frank Morley (* 9. September 1860 in Woodbridge (Suffolk), England; † 17. Oktober 1937 in Baltimore (Maryland), USA) war ein britischer Mathematiker, der insbesondere auf den Gebieten der Algebra und Geometrie aktiv war. Am wohl bekanntesten ist das von ihm entdeckte und nach ihm benannte Morley-Dreieck.

## Leben
Morley erhielt einen Bachelor von der Universität zu Cambridge und begab sich 1887 in die Vereinigten Staaten, wo er am Haverford College lehrte und 1900 den Lehrstuhl für Mathematik der Johns Hopkins University übernahm. 1917 wurde er in die American Academy of Arts and Sciences gewählt.
Er war von 1919 bis 1920 Präsident der American Mathematical Society.
Als starker Schachspieler besiegte er einmal sogar den Schachweltmeister Emanuel Lasker.

## Schriften (Auswahl)
- mit James Harkness: Elementary Treatise on the Theory of Functions. 1893.
- mit Harkness: Introduction to the Theory of Analytic Functions. 1898.
- On the Lüroth Quartic Curve. 1919.
- Inversive Geometry. 1933.